# Samuel Sprigg
Samuel Sprigg, född 1783 i Maryland, död 21 april 1855 i Prince George's County, Maryland, var en amerikansk politiker (demokrat-republikan). Han var guvernör i delstaten Maryland 1819–1822.
Samuel Sprigg gifte sig med Violetta Lansdale som kom från en förmögen plantageägarfamilj. Han förespråkade direkta folkval i valet av guvernör, något som federalisterna i Maryland motsatte sig.
Sprigg efterträdde 1819 Charles Goldsborough som guvernör och efterträddes 1822 av Samuel Stevens. Sprigg deltog 1850 i Marylands konstitutionskonvent. Anglikanen Sprigg gravsattes på St. Barnabas Church Cemetery i Upper Marlboro. Gravplatsen flyttades senare till Oak Hill Cemetery i Washington, D.C.